# Онопрієнко Валентин Федорович
Онопрієнко Валентин Федорович — український кінооператор.
Народ. 1 липня 1929 р. в Києві в родині робітника. Закінчив Київський кінотехнікум (1956). Працював асистентом оператора, оператором Виставки досягнень народного господарства України, «Укрторгрекламфільму», «Київнаукфільму».
Зняв стрічки: «Хімічні засоби захисту сільськогосподарських рослин», «Наша Україна» (1967), «УРАТ-1» (1967, Премія конкурсу рекламних фільмів, Москва, 1968), «Сталеві струмки» (1967, Срібна медаль за унікальні зйомки ВДНГ, Москва, 1968), «Завжди в дорозі» (1967, Почесний диплом Міжнародного кінофестивалю сільськогосподарських фільмів, Пловдив, Болгарія), «М'язи XX століття» (1968, Кубок Міністерства освіти Італії та Спеціальний приз Міжнародного кінофестивалю спортивних фільмів, Кортіна д'Ампеццо, Італія, 1969), «Михайло Стельмах» (1968), «Гімнастика розуму» (1969), «Горький на Україні» (1969), «Партквиток № 1» (1970, Бронзова медаль ВДНГ СРСР, 1970), «Земля і люди» (1972), «Слово про землю», «Битва за голубі кілометри» (1973), «Людина і ліс» (1975), «Уроки на завтра» (1976), «Кузня робітничих кадрів» (1977), «Наука і суспільство» (1978), «Курсом відкриттів і прогресу» (1978, у співавт.), «Голубі ниви на Україні» (1979), «Виробництво цукрових буряків» (1981) та ін.
Член Національної Спілки кінематографістів України.